# Будища (Сумская область)
Будища (укр. Будища) — село,
Баничевский сельский совет,
Глуховский район,
Сумская область,
Украина.
Код КОАТУУ — 5921580402. Население по переписи 2001 года составляло 319 человек.

## Географическое положение
Село Будища находится на правом берегу реки Клевень,
ниже по течению на расстоянии в 1 км расположено село Петропавловская Слобода,
на противоположном берегу — село Весёлое (Путивльский район).

## История
Село возникло в середине XVII века. В XIX веке село Будище было в составе Холопковской волости Глуховского уезда Черниговской губернии. В селе была Георгиевская церковь.
Близ села стоял Глуховский Петропавловский монастырь с собором, построенным в 1697 г. иждивением св. Димитрия Ростовского. Собор и Архангельская церковь (1712) были разобраны в советское время.